# Pierre-Charles Pottofeux
 (décembre 2020).
Si vous disposez d'ouvrages ou d'articles de référence ou si vous connaissez des sites web de qualité traitant du thème abordé ici, merci de compléter l'article en donnant les références utiles à sa vérifiabilité et en les liant à la section « Notes et références ».
Pierre-Charles-Polycarpe Pottofeux est un homme politique français né le 28 mars 1763 à Saint-Quentin et mort le 6 janvier 1821 à Royaucourt-et-Chailvet (France).
Bien qu'élu comme premier suppléant à la Convention, il démissionne de ce mandat le 8 novembre 1792 pour exercer, selon la volonté de ses électeurs, celui de procureur général syndic du département de l'Aisne. Poursuivi et emprisonné à deux reprises après la chute de Robespierre, puis une troisième fois comme ami de Babeuf, lors du procès de Vendôme, il est acquitté à chaque fois.

## Naissance et formation sous l'Ancien Régime
Il est né le 28 mars 1763 à Saint Quentin et y est baptisé à Sainte Pexine, sa paroisse, en présence de son parrain et oncle, Charles-Antoine Hurier et de sa marraine, Marie-Anne Ozenfant[réf. nécessaire].
Son père, Charles-François Pottofeux est maître-menuisier. Sa mère, Marie-Charlotte Hurier est la sœur de Charles-Antoine Hurier, maître-tonnelier, habitant "face au 27 rue d'Isle" à Saint Quentin.
Il commence ses études au collège des Bons Enfants (classe de rhétorique) puis est admis comme boursier ou capet au chapitre collégial de la ville. Il est licencié en droit le 15 juillet 1785. Il obtient l'office de procureur au bailliage et siège présidial de Laon le 18 mars 1786. Il y tient en outre les fonctions de commissaire aux saisies réelles

## Premières responsabilités administratives en Révolution
Le 7 mars 1790, il est l'un des trois scrutateurs de la section de la ville de Laon lors de la désignation des sept électeurs chargés de voter pour la fixation du chef-lieu du département de l'Aisne (Laon sera choisie contre Soissons lors du vote qui s'est tenu à Chauny).
Le 3 décembre 1790, il est installé comme notable au Conseil Général de la commune de Laon.
Le 4 décembre 1791, il devient membre du premier bureau et vérificateur des pouvoirs des électeurs du district de Laon.
Le 14 octobre 1792, il est élu membre du directoire du district.
Le 2 janvier 1792, il est élu substitut du procureur syndic de Laon.

## Procureur général syndic du département de l'Aisne
À Laon, lors de l'assemblée électorale du  6 septembre 1792, à la séance de six heures du matin, il est élu premier suppléant à la Convention Nationale avec 339 suffrages pour 609 votants mais à deux heures de l'après-midi, il est également élu procureur-syndic général du département avec 359 voix sur 369.
Le 9 septembre 1792, les électeurs privilégièrent ce dernier mandat. Polycarpe Pottofeux dut démissionner de celui de suppléant à la Convention Nationale un mois plus tard.
Prenant ses fonctions de procureur-syndic général du département de l'Aisne, il déclare :
« Vous accueillerez avec bonté le pauvre comme le riche, le simple citoyen comme l'homme en place. Tous ont un droit égal à votre sollicitude ; j'ose même dire que les malheureux, les journaliers, le citoyen de la campagne méritent des attentions toutes particulières (...) Il ne faut pas abuser du temps qu'ils doivent à leurs familles et à leurs existences ; et vous ne devez pas oublier que le vôtre leur appartient tout entier. Rendez votre administration vraiment fraternelle. »
Rigoureux dans la lutte contre les accapareurs et pour le ravitaillement, il fait dresser des listes de suspects.
« Arsène Housset (Arsène Houssaye) raconte à son sujet l'anecdote suivante : Dépêché à Laon pour mettre à la raison les ci-devant qui pouvaient s'y trouver, il se serait fait servir un poulet à l'Hôtel de La Hure et devant la fenêtre ouverte aurait tranché le cou dudit poulet au moyen d'une petite guillotine d'argent apportée de Paris, en s'écriant : "Et c'est ainsi que je guillotinerai tous les ci-devant qui ne feront pas leur soumission à la sainte République." Le discours fit son effet. Seul le marquis de Veslud fut guillotiné pour n'avoir pas voulu être appelé citoyen. ».
Il se montre favorable au partage des biens nationaux comme de ceux des émigrés. Par la pétition du 12 janvier 1793, il se déclare pour la mort de Louis XVI.
Dans un département de tendance girondine, il fait la louange de Saint-Just (qui vécut à Blérancourt) et exécute son mandat selon ses convictions montagnardes.
Il contribue à faire libérer Babeuf, lors du procès de faux en écriture pour lequel celui-ci est jugé à Laon à l'été 1793 (30 thermidor An II).
La fonction de procureur-syndic est supprimée par la loi du 14 frimaire (4 décembre 1793). Il est alors nommé maître des Eaux et Forêts. Il exécute notamment une mission dans l'Aube et la Côte d'Or en juin 1794.

## Après la chute de Robespierre
À son retour en Picardie, à l'été 1794, il est arrêté comme "ami de Robespierre" sur une "dénonciation appuyée par des députés de l'Aisne à la Convention et l'administration du district de Laon". Il écrit : " La dénonciation  qu'on fit contre moi est un chef-d'œuvre d'absurdité et de contradictions. Je fus accusé d'exaltation dans les idées et tout à la fois de royalisme". En octobre 1794 et après une détention de deux mois et demi, il est acquitté à l'unanimité par le Tribunal Révolutionnaire.
Il est à nouveau brutalement jeté en prison à Soissons en application de la loi du 5 ventôse (24 mars 1795) : "relative aux fonctionnaires publics destitués, quoique la loi seule eût supprimé mes fonctions de procureur général". Dès le 16 janvier 1795, avant même que l'affaire n'éclate, Dupin avait adressé aux membres de la Communauté révolutionnaire de Laon une adresse au sujet d'un soutien qu'il aurait apporté  à un certain Bergny dont le but véritable était de préciser que venant d'apprendre que l’intéressé était lié étroitement au dénommé Pottofeux " que je méprise et voue à la haine publique" disait il ne le soutiendrait pas plus longtemps. Précaution inutile puisque Pottofeux sera acquitté et remis en liberté le 14 octobre 1795 à l'issue d'un procès qu'il avait lui même demandé, après 7 mois de détention. Aucune charge n'est retenue contre lui. Il reprend alors ses activités à Laon.

## Babouviste?
"En mai 1796, Polycarpe Pottofeux, l'ancien procureur général syndic du département de l'Aisne, est accusé d'avoir participé à la conspiration de Babeuf. Arrêté à Laon le 26 mai, il est transféré à Paris à la Conciergerie. Après un premier interrogatoire, il fait parvenir le 11 juin 1796 au directeur du jury d'accusation un mémoire pour sa défense. Dans ce texte où il n'est pas une seule fois question de Babeuf, l'ancien Montagnard proteste avec amertume de son innocence et s'estime victime de vieilles jalousies. Pottofeux n'en sera pas moins traduit devant la haute cour de Vendôme qui l'acquittera, après un an de détention, le 26 mai 1797, le jour même de l'exécution de Gracchus Babeuf".
Avec Babeuf sera exécuté Augustin Darthé "à 5 heures du matin à quelques pas de la prison". La plupart de la soixantaine de prévenus fut rendu à la liberté ; sept, dont Buonarroti, furent condamnés à la déportation. Pendant le procès, la résolution prise en commun de tout nier a été suivie par la plupart des accusés. Pottofeux, pour sa défense, et dans son mémoire, a sans doute également suivi cette stratégie. Pourtant son acte d'accusation précise : "Pottofeux avait tellement la confiance des conspirateurs qu'ils l'ont porté sur la liste des agents qu'ils devaient avoir dans les départements ; liste qui forme la neuvième pièce de la septième liasse des papiers saisis dans le local occupé par Babeuf au moment de son arrestation."[source insuffisante]
À Laon, le jour où on vient l'arrêter, Polycarpe Pottofeux est absent de son domicile de la rue Châtelaine où il vit avec sa sœur de 21 ans, Sophie. Il se rend de lui-même à la prison le lendemain matin, ayant appris, "de retour de voyage", la perquisition qui avait eu lieu la veille chez lui. Sophie s'est également absentée. Elle est partie pour Paris vendre du tissu. Y a-t-elle plutôt transporté des documents  compromettants ou un message de Polycarpe ? On la sait très proche de Marie-Anne, la femme de Gracchus Babeuf, qu'elle soutient pendant tout le procès de Vendôme et jusqu'à l'exécution du tribun.
S'il est difficile d'affirmer que Pottofeux a participé à la conjuration des Égaux, ses liens avec cette mouvance sont évidents.

## Retour en bourgeoisie
Après son acquittement, Pottofeux retourne à Laon où il reprend des fonctions aux Eaux et Forêts. Cette administration est profondément réorganisée en 1801, il la quitte pour le barreau où il restera avoué au Tribunal de Première Instance de Laon jusqu'au 11 décembre 1817.
Le 11 juillet 1819, à 56 ans, il rachète une manufacture liée à l'exploitation et la transformation du lignite (les "cendres") à Chailvet), petite commune près de Laon,,. En 1817, c'est un de ses parents, Pierre-Alexandre Brunel, le maire, qui l'exploitait. Puis à la mort de celui-ci, trois de ses petits neveux poursuivront l'exploitation de l'usine : Gustave Brunel, qui sera également maire et les deux frères Hurier, les cousins de ce dernier, Charles-Léon et André. Les progrès de la chimie et ses applications vont bientôt permettre un développement important de celle-ci. Outre les "cendres" pour l'amendement des sols agricoles, l'acide sulfurique (vitriol ou couperose), l'alun, agent important dans la teinture et la tannerie, y sont également produits.

## Fin et suite
Polycarpe Pottofeux ne verra pas tout de l’essor industriel et capitalistique propre au XIXème siècle mais il aura contribué à l'enrichissement personnel de ses neveux. Il meurt le 6 janvier 1821 à Royaucourt "où il s'est retiré" sans savoir que des centaines d'hommes, de femmes et d'enfants seraient exploités au cours des quelques décennies de fonctionnement de l'usine,.
Polycarpe Pottofeux, agent sincère et actif de la Révolution, sans doute partisan de Babeuf et, avec lui, de l'abolition de la propriété privée, a contribué à l'accumulation de richesses d'une des branches de sa famille.